# Hong Yong-jo
Pour les articles homonymes, voir Hong.
Dans ce nom coréen, le nom de famille, Hong, précède le nom personnel.
Hong Yong-jo est un footballeur international nord-coréen né le 22 mai 1982 à Pyongyang. Il joue au poste d'attaquant.
Il est aussi capitaine de l'équipe de Corée du Nord avec il a été sélectionné pour jouer la Coupe du monde de football 2010.

## Parcours
Joueur du club de la milice du 25 avril, Hong débute en sélection nord-coréenne dès 2007. Début 2008, il est un des premiers footballeurs né en Corée du Nord à qui le régime permet de partir jouer à l'étranger.
Il part alors pour la Serbie, pays allié de la Corée du Nord et le club du Bezanija Novi Belgrade. Il joue 7 matchs pour un but lors de la deuxième partie de la saison 2007-2008. À l'été, il rejoint le club russe du FK Rostov avec qui il monte en D1 russe.